# Bonnie y Clyde (película)
Bonnie y Clyde (título original en inglés: Bonnie and Clyde) es una película de gánsteres estadounidense de 1967 dirigida por Arthur Penn, con Warren Beatty y Faye Dunaway en los papeles principales. 
La película narra la vida de la pareja de villanos estadounidenses, Bonnie Parker y Clyde Barrow, que recorren el Medio Oeste, Oeste y Sur de Estados Unidos dejando tras de sí un rastro de muertes y delitos, llevando de cabeza a la policía estadounidense.
Fue ganadora de dos premios Óscar: a la mejor actriz secundaria (Estelle Parsons), y a la mejor fotografía (Burnett Guffey); fue candidata a ocho premios Oscar más. Ganó dos premios BAFTA (Faye Dunaway y Michael J. Pollard), y tuvo varios importantes premios y candidaturas más. Forma parte del AFI's 10 Top 10 en la categoría "Películas de gángsters".
En 1992, la película fue considerada «cultural, histórica y estéticamente significativa» por la Biblioteca del Congreso de Estados Unidos y seleccionada para su preservación en el National Film Registry.

## Trama
Clyde Barrow (Warren Beatty), un atracador de bancos y negocios de poca monta, ha salido de prisión. En pleno período de la Gran Depresión de los años 30 vuelve a asaltar bancos. Conoce a Bonnie Parker (Faye Dunaway), una chica de pueblo que se siente aburrida y que decide acompañarlo.
Mientras por una parte desarrollan sentimientos, juntos protagonizan una escalada de atracos y crímenes cada vez más brutales, dejando en sus huidas tras de sí una estela de violencia y de sangre...

## Reparto
- Warren Beatty - Clyde Barrow
- Faye Dunaway - Bonnie Parker
- Michael J. Pollard - C.W. Moss
- Gene Hackman - Buck Barrow
- Estelle Parsons - Blanche Barrow
- Denver Pyle - Frank Hamer
- Dub Taylor - Ivan Moss
- Gene Wilder - Eugene Grizzard
- Evans Evans - Velma Davis

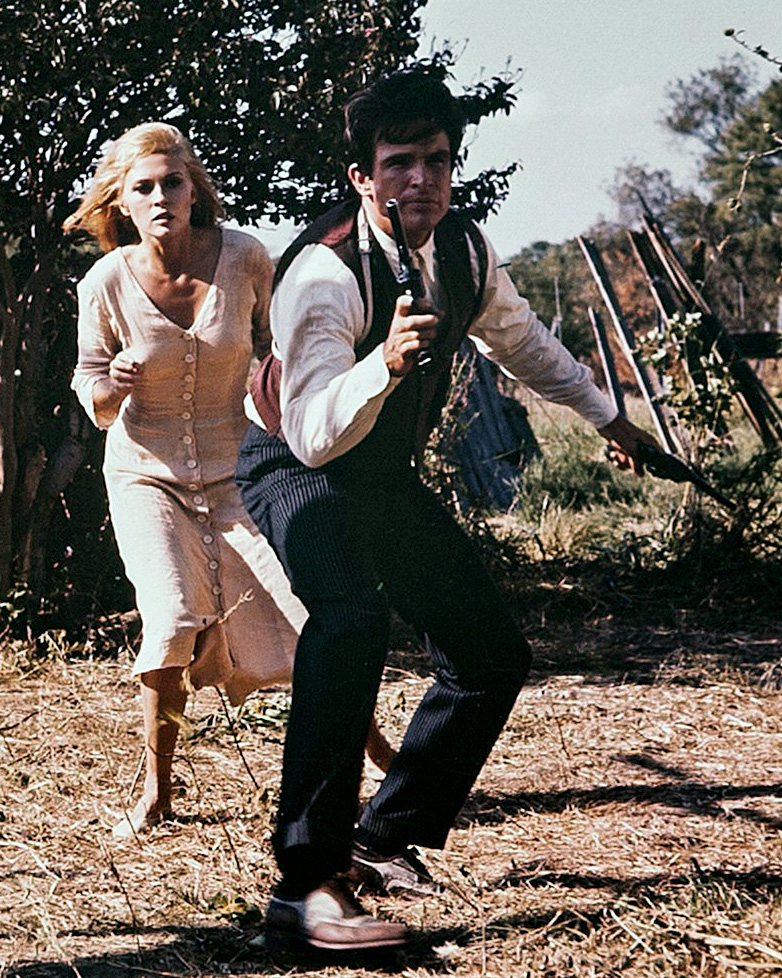
Dunaway y Beatty en una foto publicitaria de la película (1967).

- Mabel Cavitt - Madre de Bonnie (sin acreditar)

## Producción

### Guion y Dirección
La película fue pensada como una versión romántica y cómica de las violentas películas de gánsteres de la década de 1930, actualizada con técnicas modernas de filmación. Arthur Penn interpretó algunas de las escenas violentas con un tono cómico, luego cambió en forma desconcertante en violencia fuerte y gráfica.
El primer manejo del guion fue a principios de la década de 1960. Influenciado por la nueva ola de escritores franceses y aún no completados, sus escritores David Newman y Robert Benton enviaron una versión anterior a Arthur Penn. Él ya estaba involucrado en las decisiones de producción de la película de 1966 The Chase y no pudo involucrarse en el guion de Bonnie y Clyde. Los escritores enviaron su guion a François Truffaut, director francés, quien hizo contribuciones. A sugerencia de Truffaut, los escritores, muy entusiasmados (los productores de la película estaban menos), se acercaron al cineasta Jean-Luc Godard. Algunas fuentes afirman que Godard no confiaba en Hollywood y se negó; Robert Benton afirmó que Godard quería filmar la película en Nueva Jersey en enero durante el invierno. Supuestamente se ofendió cuando la aspirante a productora Norah Wright objetó que su deseo no era razonable, ya que la historia tuvo lugar en Texas, que tuvo un clima cálido durante todo el año.
Poco después de las fallidas negociaciones para la producción, el actor Warren Beatty estaba visitando París y aprendió a través de Truffaut del proyecto y los objetivos que este quería lograr. Al regresar a Hollywood, Beatty solicitó ver el guion y compró los derechos. Una reunión con Godard no fue productiva. Beatty cambió su enfoque y convenció a los escritores de que si bien el guion de la primera lectura era muy del estilo francés, era necesario un director estadounidense para el tema.

### Casting

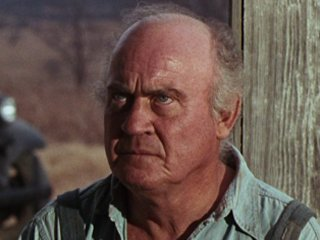
Dub Taylor interpreta a Ivan Moss.

Beatty ofreció el puesto de director a George Stevens, William Wyler, Karel Reisz, John Schlesinger, Brian G. Hutton y Sydney Pollack , quienes rechazaron la oportunidad. Arthur Penn rechazó la posición del director más veces antes de que Beatty finalmente lo convenciera de dirigir la película.
Cuando Beatty estaba a bordo de trabajar como productor, su hermana y actriz Shirley MacLaine era una gran posibilidad de interpretar a Bonnie. Cuando Beatty decidió interpretar a Clyde, necesitaban una actriz diferente para jugar el papel frente a él. Los considerados para el papel incluyeron a Jane Fonda, Tuesday Weld, Ann-Margret, Leslie Caron, Carol Lynley y Sue Lyon. Luego, Cher hizo una audición para el papel, mientras que Beatty le suplicó a Natalie Wood que interpretara el papel. Wood rechazó el papel de concentrarse en su terapia en ese momento y reconoció que trabajar con Beatty antes había sido "difícil". Finalmente, el papel principal fue para Faye Dunaway, quien demostró grandes aspectos para el personaje.

## Recepción

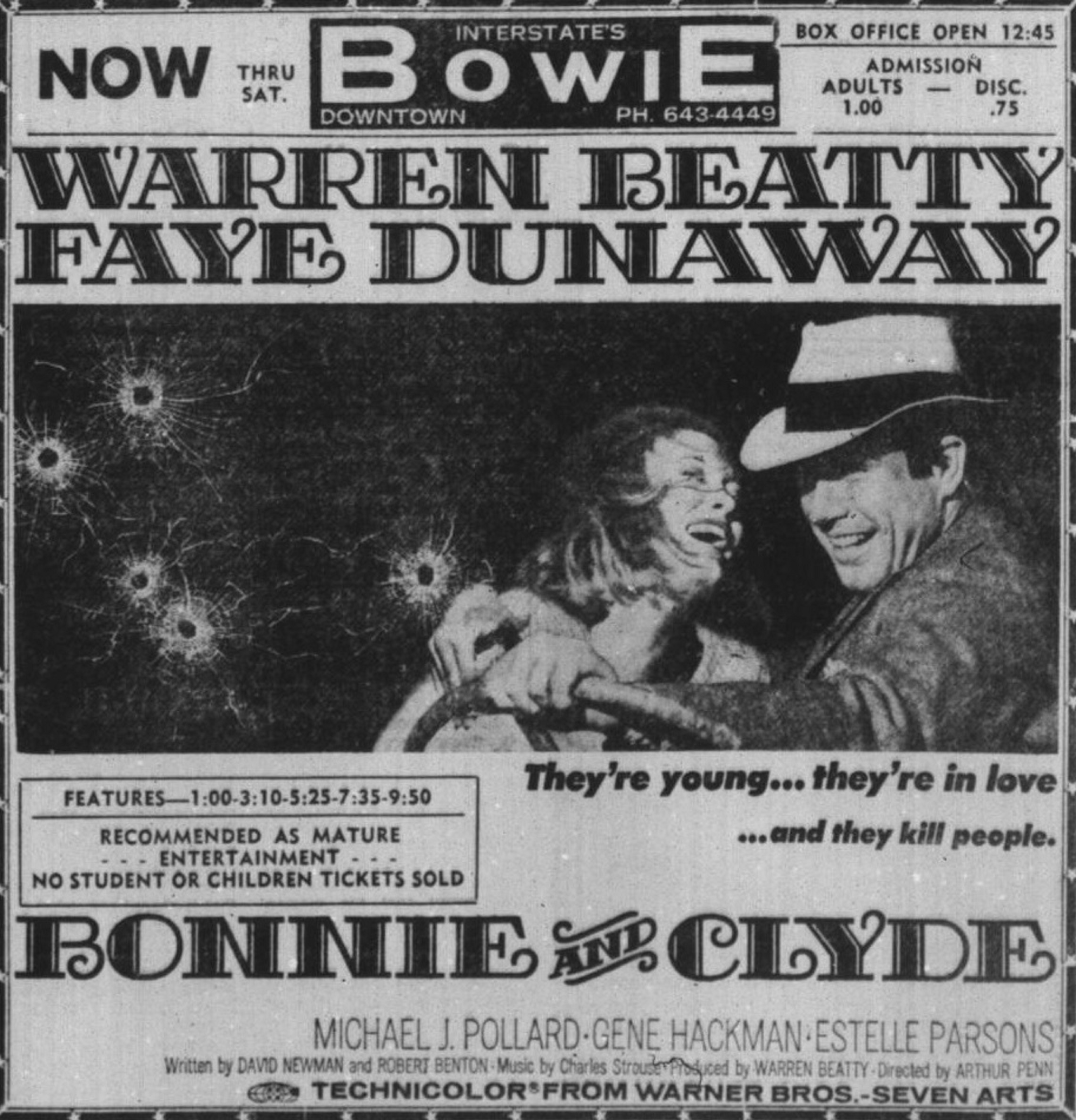
Anuncio publicitario de la película en el periódico Brownwood Bulletin de Texas.

### Premios y nominaciones
La película fue candidata a diez Premios Óscar obteniendo dos victorias a "Mejor Actriz de Reparto" y "Mejor Fotografía". También fue nominada en cuatro candidaturas en los Premios BAFTA y fue la favorita con más premiación en el Festival del Mar del Plata, entre otras.
| Premio de entrega                   | Categoría                                        | Nominado/a                 | Resultado |
| ----------------------------------- | ------------------------------------------------ | -------------------------- | --------- |
| Premios Óscar                       | Mejor película                                   | Warren Beatty              | Nominado  |
| Premios Óscar                       | Mejor director                                   | Arthur Penn                | Nominado  |
| Premios Óscar                       | Mejor guion adaptado                             | David Newman Robert Benton | Nominados |
| Premios Óscar                       | Mejor actriz                                     | Faye Dunaway               | Nominada  |
| Premios Óscar                       | Mejor actor                                      | Warren Beatty              | Nominado  |
| Premios Óscar                       | Mejor actriz de reparto                          | Estelle Parsons            | Ganadora  |
| Premios Óscar                       | Mejor actor de reparto                           | Gene Hackman               | Nominado  |
| Premios Óscar                       | Mejor actor de reparto                           | Michael J. Pollard         | Nominado  |
| Premios Óscar                       | Mejor fotografía                                 | Burnett Guffey             | Ganador   |
| Premios Óscar                       | Mejor diseño de vestuario                        | Theadora Van Runkle        | Nominada  |
| BAFTA                               | Mejor Película                                   | Warren Beatty              | Nominado  |
| BAFTA                               | Mejor Actor extranjero                           | Warren Beatty              | Nominado  |
| BAFTA                               | Mejor Promesa al recién llegado                  | Faye Dunaway               | Ganadora  |
| BAFTA                               | Mejor Promesa al recién llegado                  | Michael J. Pollard         | Nominado  |
| Premios David de Donatello          | Mejor Actor extranjero                           | Warren Beatty              | Ganador   |
| Premios David de Donatello          | Mejor Actriz extranjera                          | Faye Dunaway               | Ganadora  |
| Golden Globe Awards                 | Globo de Oro a la mejor película - Drama         | Bonnie and Clyde           | Nominada  |
| Golden Globe Awards                 | Globo de Oro al mejor director                   | Arthur Penn                | Nominada  |
| Golden Globe Awards                 | Globo de Oro a la mejor actriz - Drama           | Faye Dunaway               | Nominada  |
| Golden Globe Awards                 | Globo de Oro al mejor actor - Drama              | Warren Beatty              | Nominado  |
| Golden Globe Awards                 | Globo de Oro al mejor actor de reparto           | Michael J. Pollard         | Nominado  |
| Golden Globe Awards                 | Globo de Oro al Mejor guion                      | David Newman Robert Benton | Nominados |
| Golden Globe Awards                 | Globo de Oro a la nueva estrella del año - Actor | Michael J. Pollard         | Nominado  |
| Festival del Mar del Plata          | Competición Internacional                        | Arthur Penn                | Ganador   |
| Festival del Mar del Plata          | Mejor Película                                   | Arthur Penn                | Ganador   |
| Festival del Mar del Plata          | Mención especial de actuación                    | Faye Dunaway               | Ganadora  |
| New York Film Critics Circle Awards | Mejor Película                                   | Arthur Penn                | Nominado  |
| New York Film Critics Circle Awards | Mejor Director                                   | Arthur Penn                | Nominado  |
| New York Film Critics Circle Awards | Mejor Guion                                      | David Newman Robert Benton | Ganadores |

## En la cultura popular
En 1968 se publicó la canción " Bonnie and Clyde " en francés escrita por Serge Gainsbourg e interpretada por Gainsbourg y Brigitte Bardot. La canción cuenta la historia de la pareja de forajidos Bonnie y Clyde. Se basa en un poema en inglés escrito por la propia Bonnie Parker unas semanas antes de que le dispararan a ella y a Clyde Barrow, titulado "The Trail's End". 
La obra de teatro "Storage Jars" del episodio 33 de Monty Python's Flying Circus presenta una breve toma fija de Beatty como Clyde disparando una metralleta Thompson mientras escapa del Red Crown Tourist Court .
En el episodio de 1994 de Los Simpson " El abuelo contra la insuficiencia sexual ", Abe y Homero están siendo perseguidos y Homero comenta: "No comenzaron a perseguirnos hasta que pusiste esa música de escape". Cuando " Foggy Mountain Breakdown " deja de reproducirse, la persecución termina.
En "To Say I Love You", el segundo arco argumental de Cracker , el personaje de Robbie Coltrane, Fitz, usa la escena de la muerte para relacionarse primero con un sospechoso de asesinato bajo custodia y luego destruirlo: "Lloré mucho. Pensé que era uno de los peores momentos en toda la historia de Hollywood. Lloré mucho por todas las víctimas y todas las familias de las víctimas".
El video musical de la colaboración de Beyoncé y Jay-Z " '03 Bonnie and Clyde " está ligeramente inspirado en la película.